# Wielkie Świranki
Wielkie Świranki, Świranki (biał. Вялікія Свіранкі, Wialikija Swiranki; ros. Большие Свирянки, Bolszyje Swirianki) – wieś na Białorusi, w obwodzie grodzieńskim, w rejonie ostrowieckim, w sielsowiecie Ryteń.
Siedziba rzymskokatolickiej parafii św. Jerzego w Wielkich Świrankach.
Pod zaborami i w II Rzeczypospolitej miejscowość nosiła nazwę Świranki. Obecnie wśród miejscowych Polaków używana jest nazwa Wielkie Świranki.

## Historia
W Rzeczypospolitej Obojga Narodów leżały w województwie wileńskim. Odpadły od Polski w wyniku III rozbioru. Były własnością wileńskiej kapituły katedralnej, w okresie zaborów znacjonalizowane przez skarb carski.
W XIX i w początkach XX w. majątek ziemski Świrany oraz miasteczko Świranki położone w Rosji, w guberni wileńskiej, w powiecie zawilejskim/święciańskim, w gminie Aleksandrowo. Dobra Świrany były wówczas siedzibą okręgu wiejskiego. W 1905 roku miasteczko liczyło 226 mieszkańców, 416 dziesięcin.
Po I wojnie światowej pod administracją polską, w Zarządzie Cywilnym Ziem Wschodnich. W latach 1920–1922 w składzie Litwy Środkowej.
Od 11 kwietnia 1922 leżały w Polsce, w województwie wileńskim, w powiecie święciańskim, do 11 kwietnia 1929 w gminie Aleksandrowo/Żukojnie, następnie w gminie Kiemieliszki. Rozporządzenie ministra spraw wewnętrznych z 1929 wymienia miejscowość jako folwark, natomiast Wykaz miejscowości Rzeczypospolitej Polskiej z 1938 jako miasteczko.
W 1931 w 50 domach zamieszkiwały 244 osoby.
Po II wojnie światowej w granicach Związku Sowieckiego. Od 1991 w niepodległej Białorusi.

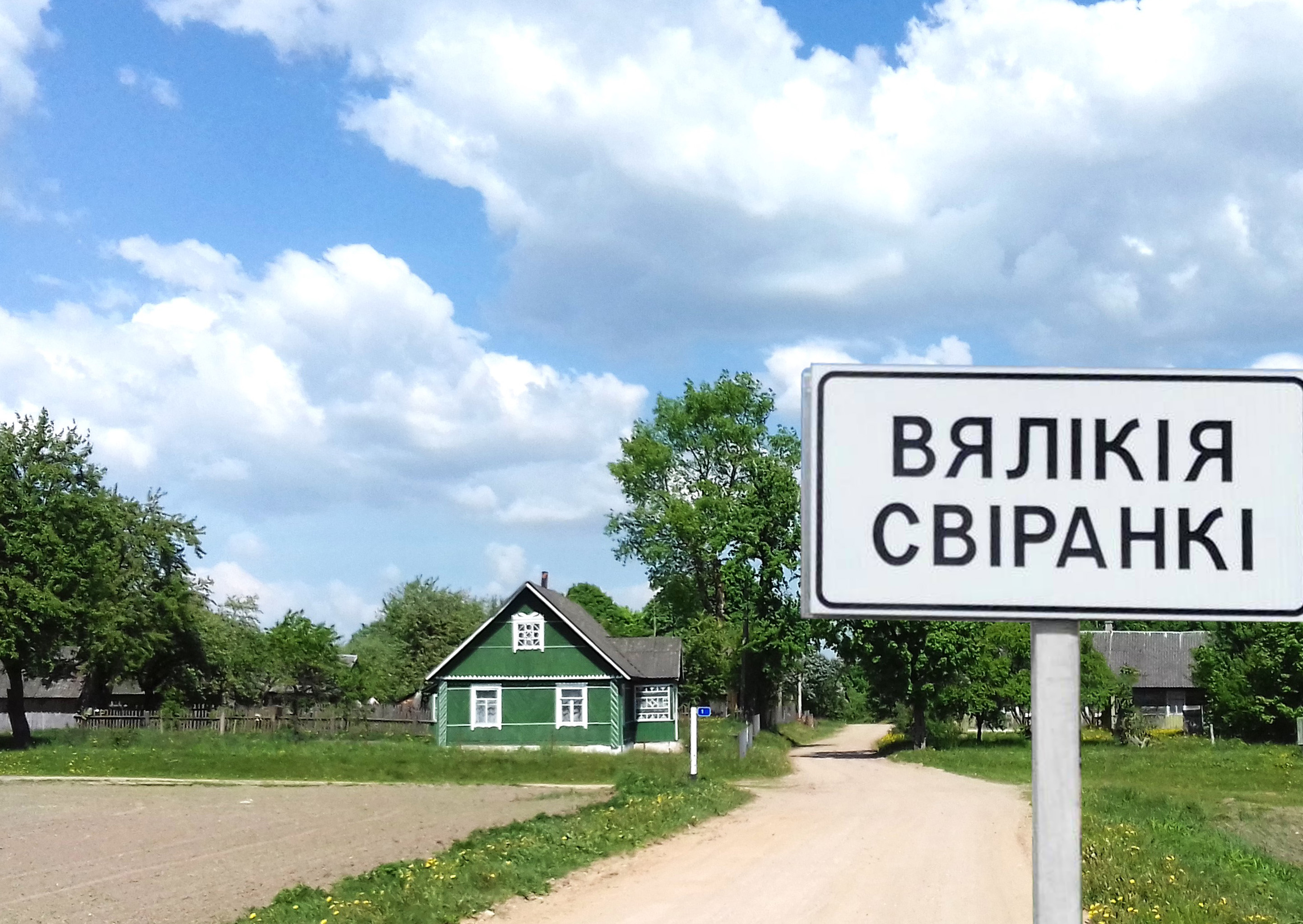
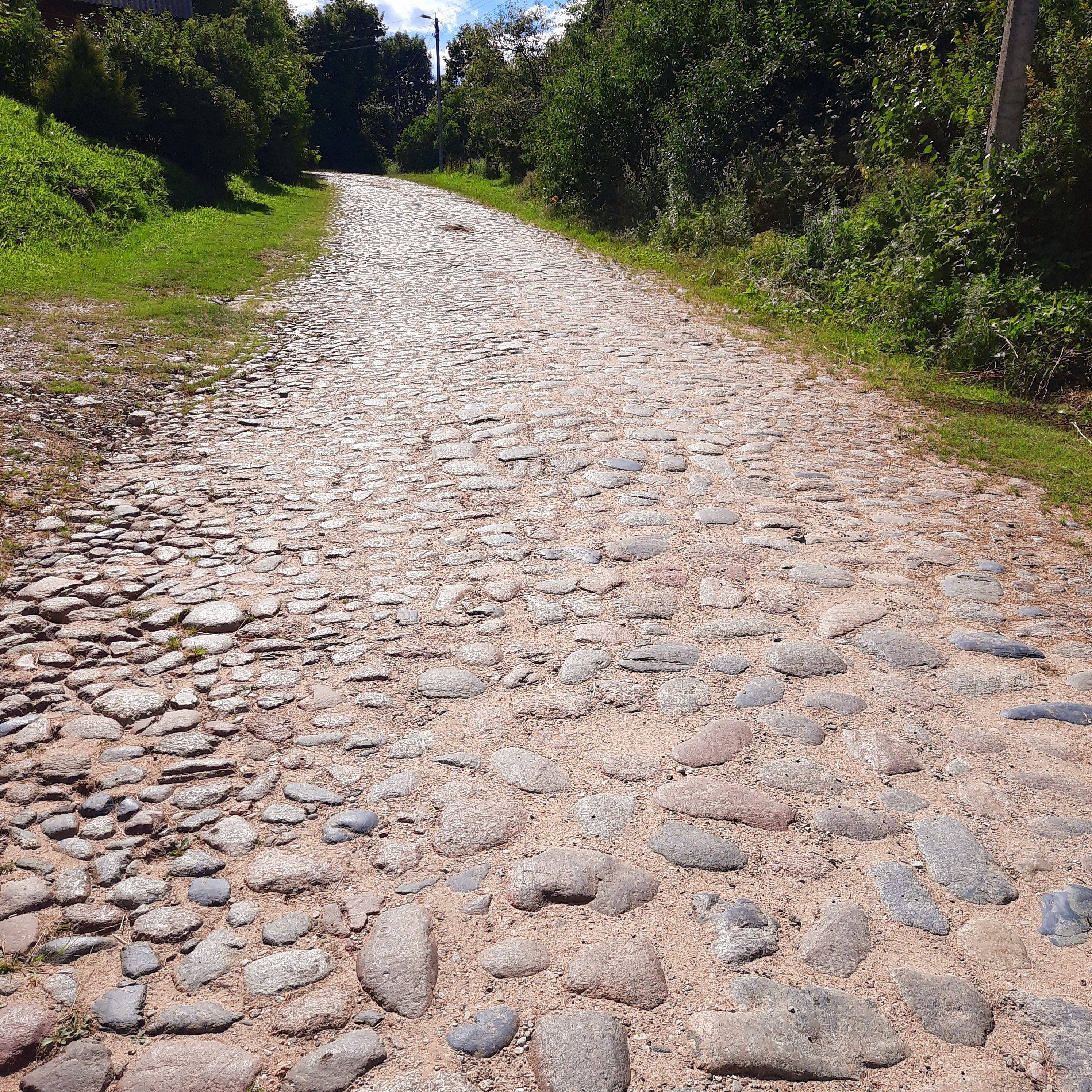